# Pierre Kamel Medawar
Pierre Kamel Medawar (ur. 26 grudnia 1887 w Hajfie, zm. 27 kwietnia 1985) – duchowny katolickiego Kościoła melchickiego, w latach 1943-1969 biskup pomocniczy melchickiego patriarchatu antiocheńskiego.

## Życiorys
Święcenia kapłańskie otrzymał 15 sierpnia 1938 roku. Miał wówczas 50 lat.
13 marca 1943 papież Pius XII mianował go biskupem pomocniczym patriarchatu antiocheńskiego ze stolicą tytularną Pelusium. Sakry udzielił mu ówczesny patriarcha Cyryl IX Mogabgab. Na emeryturę przeszedł w 1969 roku.
Od śmierci w styczniu 1984 maltańskiego arcybiskupa Mikiela Gonziego był najstarszym żyjącym hierarchą katolickim.